# 徐九齡
徐九齡（1439年—1523年），字壽卿，浙江湖州府德清縣人，民籍，明朝政治人物。

## 生平
成化七年（1471年）辛卯科浙江鄉試第三十五名舉人。成化二十三年（1487年）中式丁未科會試第一百七十七名，三甲第八十七名進士。授禮部儀制司主事，出使廣東，纂修《宪宗实录》。丁母憂，服闋，復除祠祭司主事，丁父憂歸，不再出仕。嘉靖元年（1522年）進階奉議大夫，进正五品服色，二年病卒，享年八十五。

## 家族
曾祖徐居義；祖父徐度；父徐廷規，母杜氏。具庆下。弟九鼎；從弟徐九思（前右通政）；徐九成；徐九萬（字漢卿，弘治辛酉應天舉人）。有六子：元禎、元祥、元亨、元禮、元祉、元禄。